# Walentina Jefremowna Schaprunowa
Walentina Jefremowna Schaprunowa (russisch Валентина Ефремовна Шапрунова, engl. Transkription Valentina Shaprunova, verheiratete Potjomkina – Потёмкина – Potyomkina; * 20. April 1937 in Leningrad) ist eine ehemalige sowjetische Weitspringerin.
Bei den Olympischen Spielen wurde sie 1956 in Melbourne Sechste und 1960 in Rom Achte.
1959 wurde sie Sowjetische Meisterin. Ihre persönliche Bestleistung von 6,36 m stellte sie am 3. Oktober 1961 in Tiflis auf.